# Aponurus lagunculus
Aponurus lagunculus är en plattmaskart. Aponurus lagunculus ingår i släktet Aponurus och familjen Hemiuridae. Inga underarter finns listade i Catalogue of Life.